# Афты
Афты (др.-греч. ἄφθη) — небольшие поверхностные изъязвления слизистых оболочек, главным образом рта, реже — влагалища в виде желтовато-серых округлых эрозий или небольших язв с ярко-красным воспалительным ободком. Афты могут развиваться как самостоятельное заболевание (главным образом у детей, также из-за употребления никотина, в том числе с помощью электронных сигарет) или как осложнения других острых заболеваний: желудочно-кишечных, а также ящура, гриппа и других.
Афты полости рта сопровождаются сильными болями, затрудняющими жевание, глотание и речь, обильным слюноотделением, увеличением лимфатических подчелюстных узлов. Через 5—7 дней афты заживают без образования рубца.